# معصرة زيت تقليدية يجرها جمل

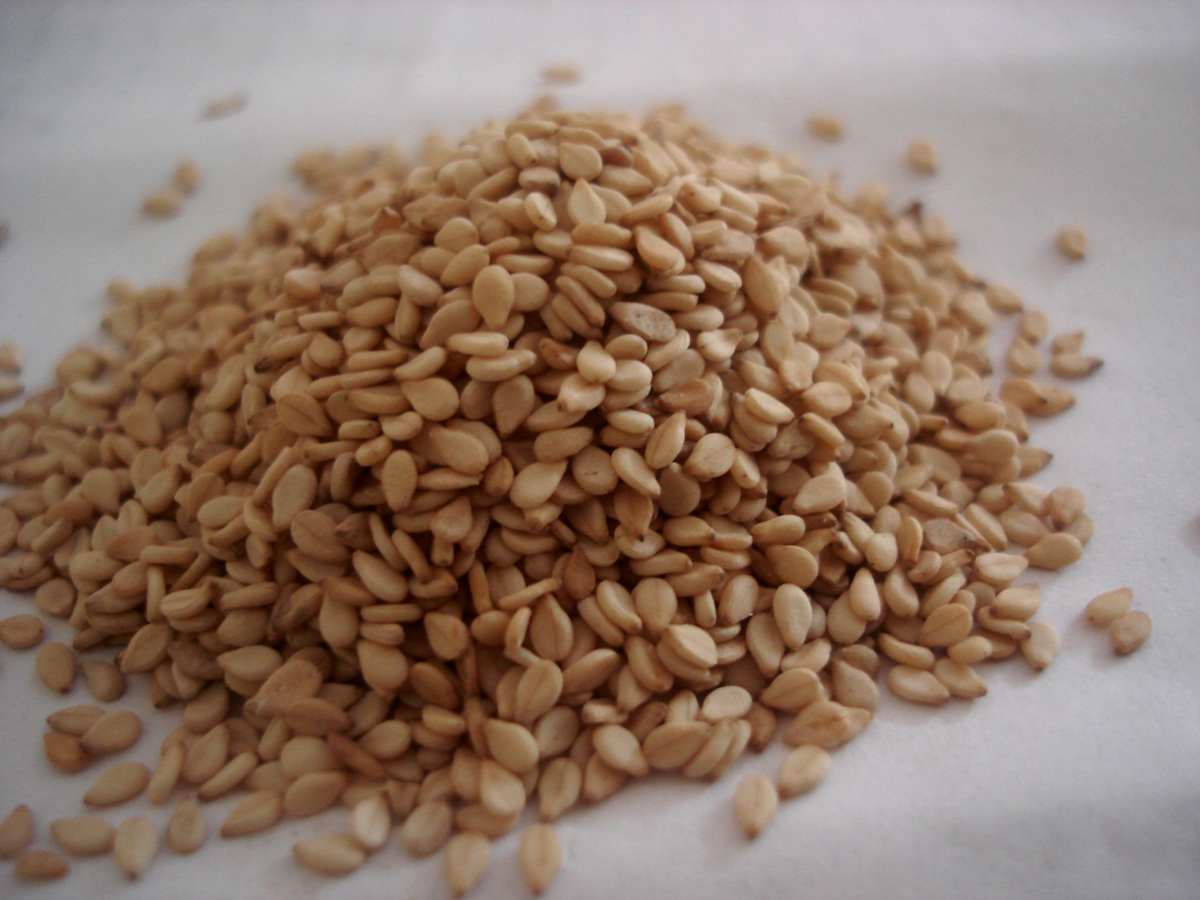
حبوب سمسم

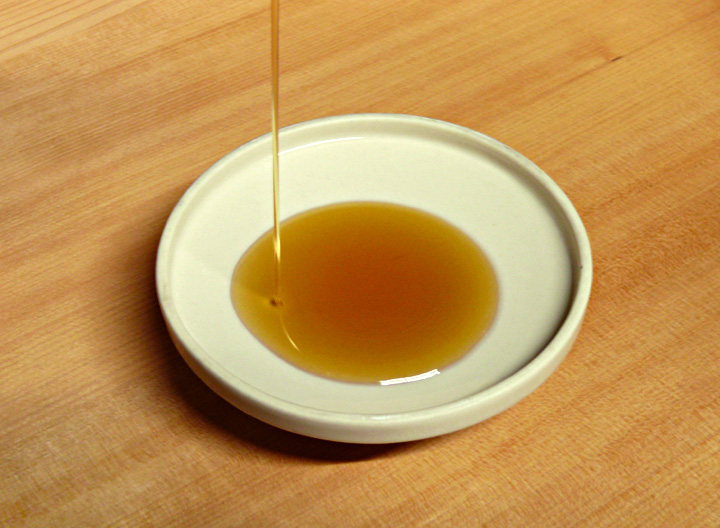
زيت سمسم

المعصرة التقليدية (القديمة) التي يجرها الجمل غالبا ما تستخدم في استخلاص زيت السمسم من السمسم وهذة الصناعة التقلدية يصل عمرها عمرها إلى مئات السنين. نجد ان كثير من عشاق الزيت يفضل المعصرة بطريقة الهرس لأن الزيت لا يتعرض لحرارة فيفقد خصائصه. وهذة المعاصر تدور عجلتها بالجمل الذي اتخذه أصحاب تلك المعاصر عاملا لها ليكون نتاج دورانه بتلك العجلة ذات الحمل الثقيل زيت السمسم. نجد ان كثير من البلدان العربية تستعمل هذة الطريقة مثل: السعودية، اليمن والسودان...
ويعرف الخبراء النوع الممتاز من زيت السمسم بأن يكون لونه بنيا وذا رائحة زكية نفاذة وقوية، والزيت المصنوع من السمسم الأسود هو الأجود من الزيت المصنوع من السمسم الأبيض، كما أن الزيت ذات النوعية الجيدة يكون ذات رغوة كثيفة عند استخدامه في الطبخ وهو ما يميزه عن الأنواع السيئة.

## مكونات معصرة زيت السمسم
وتصنع معصرة السمسم التقليدية من سيقان الأشجار المعمرة ذات الحجم الكبير على شكل إناء مخروطي مجوف من الداخل. وبعد وضع بذور السمسم في المعصرة تُضَاف كميات مناسبة من الماء إلى البذور، وتُحرَّك البذور داخل المعصرة بواسطة “القطب” بحركةٍ دائرية عن طريق جمل يواصل العمل لساعاتٍ طويلةٍ في اليوم، وهو مغمض العينين حتى لا يصاب بالدوار. وتستغرق العملية الواحدة لعصر السمسم أكثر من أربع ساعات، ليحصل بعدها صاحب المعصرة على زيت السمسم.

## طريقة استخراج زيت السمسم
يتم استخراجه عن طريق عصر حبوب السمسم بطريقة تقليدية حيث توضع الحبوب في جذع شجرة سدر منحوت وهو يسمى «المخزن» وعادة مايكون بداخلها عود خشبي سميك قوي، حيث تدهن هذه الأخشاب بزيت أو ما شابه، وهذا العود الذي بداخل القاعدة المجوفة يسمى (قطب) مربوط بعود آخر اصغر منه حجما موصول بمجموعة من الأثقال الثقيلة تسمى (ثقالات مرتبطة بالجمل تتحرك بتحرك الجمل ودوران عمود القطب ويقوم الجمل بالدوران حول الجذع الأول لعصر حبوب السمسم وهذا الجمل ليس له عمل سوى الدوران حول هذا الجذع تعصب عيني الجمل وإيهام الجمل كأنه يسير في مشوار طويل حتى لا يرى الواقع الذي يدور فيه حول نفسه إلى أن ينتهي من هذه المهمة وهي طريقة بسيطة وبدائية وقد تستغرق هذه الطريقة أربع ساعات متواصلة وتختلف المدة بحسب كمية السمسم المعصور.
الإبل وهي تدور عكس عقارب الساعة، وبلا كلل تعمل طول الوقت، لا تتوقف، تحمل على جانبيها أخشاب ثقيلة مصفدة بأغلال حديدية، وهي مغمضة العينين كيما تعصر زيت السمسم، كل شيء هنا تقوم به (الجمال)، بينما ينحصر الجهد البشري في وضع (السمسم) في المعصرة وتفريغ منها زيت و (أمباز)، وتقوم الناقه بالدوران حول العصارة وطحن السمسم وتحويله زيتاً في فترة تتراوح ما بين ثلاث ساعات إلى أربع، وتتمتع هذه المعاصر التقليدية بمنتج خال من أي مضافات أخرى كيمائية وغيرها ولا منكهات، حتى طريقة التعبئة تبدو وكأنها آتية من عقود مضت.

### زيت الولد والركبة
وفي السودان، يقول أبوالقاسم صاحب معصرة إن مكوناتها من المواد الخام المتاحة، لكنها بعد كل هذا مكلفة جدا، فسعر الجمل وحده يصل (9) آلاف جنيه، أما عن بقية القطع التي تتكون منها (العصارة)، فهي (الركبة، وهي حجارة توضع على جنبيها لتصل (القوس) مع (الإبط)، وهو عبارة عن لوحين من الحديد، وأضاف: توضع خشبة مجوفة ومخروطية الشكل تسمى بــ (الولد) داخل العصارة، وهي التي يوضع فيها السمسم، وكشف أبو القاسم عن أن زيت السمسم مفيد وصحي، وغالباً ما يستخدم في حالات سوء الهضم، الالتهابات، الرطوبة، ويشرب كعلاج كما هو مفيد للبشرة.

### مصنع من الجولات (الشوالات)
تدور الناقة داخل عريشة (راكوبة) من جوالات الخيش، وفي ركنها القصي أكواماً من قوارير وانية الزيت، تبدأ المرحلة الثانية من عصر السمسم باستخراج نوع من الزيت المخلوط (الثقيل)، فيُصفى في اناء، وما يتبقى منه هو ما يسمى بـ (الأمباز) الذي يُستخدم كعلف للحيوانات، ناتج الزيت من (الطرحة) الواحدة، وهي الفترة التي يقضيها الجمل دائراً حول المعصرة. رغم أن المعصرة تقليدية ولكنها تنافس الحديثة، وربما تتفوق عليها من جهة أن الزيت طبيعي ومصفى ونظيف، بينما منتح المعاصر الحديثة به بعض الإضافات، هنا يعصر الزيت أمام عينيك خالياً من المواد الحافظة.
وهذه المعصرة والمطحنة بهذا الشكل التقليدي التراثي له جماليته ومتعته الخاصة تجعله يجذب السياح والزائرين لهذه المدن القديمة، وتبعث شوقاً خاصاً بمشاهدته.